# Acropyga distinguenda
Acropyga distinguenda är en myrart som beskrevs av Vladimir Aphanasjevich Karavaiev 1935. Acropyga distinguenda ingår i släktet Acropyga och familjen myror. Inga underarter finns listade i Catalogue of Life.